# Zendaya
Zendaya Maree Stoermer Coleman, nota come Zendaya (Oakland, 1º settembre 1996), è un'attrice, cantante e ballerina statunitense.
Ha iniziato la sua carriera come modella e ballerina prima di recitare nel film Disney per la televisione Nemici per la pelle, per poi acquisire maggior popolarità grazie ai ruoli di Rocky Blue e K.C. Cooper nelle sitcom prodotte da Disney Channel A tutto ritmo e K.C. Agente Segreto. Nel 2017 fa il suo esordio nel mondo del cinema interpretando Michelle "MJ" Jones-Watson nel film Marvel Spider-Man: Homecoming, ruolo successivamente ripreso nei sequel Spider-Man: Far from Home (2019) e Spider-Man: No Way Home (2021), e Anne Wheeler nel film drammatico The Greatest Showman (2017).
Dal 2019 interpreta Rue Bennett nella serie televisiva di HBO Euphoria, per la quale ottiene il plauso universale della critica e riceve due vittorie al Premio Emmy su cinque candidature, un Critics' Choice Television Award e un Golden Globe nella sezione migliore attrice in una serie drammatica. Ha in seguito ricevuto consensi per la sua interpretazione nel film Malcolm & Marie (2021), che le vale la candidatura al Critics' Choice Award nella sezione migliore attrice protagonista. Nel 2021 e nel 2024 ha interpretato Chani negli acclamati film Dune e Dune - Parte due diretti da Denis Villeneuve, tratti dal primo omonimo romanzo di Frank Herbert. Nel 2024 ha ricevuto le lodi della critica per la sua interpretazione nel film Challengers, che le vale due candidature al Golden Globe rispettivamente come migliore attrice in un film commedia o musicale e miglior film commedia o musicale in veste di produttrice.
Prima ancora di diventare un'attrice, Zendaya ha iniziato la sua carriera musicale registrando canzoni in modo indipendente e pubblicando i singoli Swag It Out e Watch Me nel 2011, quest'ultima una collaborazione con Bella Thorne. Dopo aver firmato un contratto discografico con la Hollywood Records nel 2012, ha pubblicato il suo singolo di debutto, Replay, che ha raggiunto la  posizione nella classifica Billboard Hot 100 statunitense. L'omonimo album di debutto ha debuttato alla  posizione 51 nella classifica Billboard 200.

## Biografia
Zendaya Maree Stoermer Coleman è nata il 1º settembre 1996 a Oakland, in California, figlia unica di Claire Marie Stoermer, statunitense di origini tedesche e scozzesi, e Kazembe Ajamu (nato Samuel David Coleman), afroamericano nativo dell'Arkansas e dalla parte del quale ha cinque fratelli più grandi. Zendaya ha spiegato che il suo primo nome significa "ringraziare" in shona, una lingua bantu originaria del popolo Shona dello Zimbabwe. Ha dichiarato inoltre di essere vegetariana dall'età di undici anni per scelta personale.
Zendaya è cresciuta in parte come attrice nel vicino California Shakespeare Theater a Orinda, dove sua madre lavora come manager oltre ad insegnare nel conservatorio studentesco del teatro. È apparsa in numerose produzioni teatrali mentre frequentava la Oakland School for the Arts, interpretando Little Ti Moune in Once on This Island alla Berkeley Playhouse e il personaggio maschile Joe in Caroline, o Change al Palo Alto's TheaterWorks.
Zendaya, la cui prima grande passione è stata la danza, ha trascorso tre anni ballando in un gruppo di ballerini chiamato Future Shock Oakland: da quando lei aveva otto anni, il gruppo ballava hip hop e hula. Ha studiato al Calkshakes Conservatory Program e all'American Conservatory Theatre, ed altri suoi crediti teatrali includono Riccardo III, La dodicesima notte e Come vi piace, tutte e 3 opere di William Shakespeare.

## Carriera
Zendaya ha iniziato la sua carriera lavorando come modella per Macy's, Mervyn's e Old Navy. È apparsa in una pubblicità di giocattoli della serie TV Nickelodeon prodotta da Dan Schneider iCarly ed è anche comparsa come ballerina in uno spot della Sears, con l'attrice Disney Selena Gomez. Nel 2009, è stata una delle protagoniste del video musicale di Kidz Bop per la cover della canzone Hot n Cold, pubblicata su Kidz Bop 15.
Nel novembre del 2009 ha fatto un'audizione per il ruolo di CeCe Jones della serie TV Dance Dance Chicago, nome in seguito cambiato in Shake It Up! (in Italia A tutto ritmo), ma fu selezionata invece nel ruolo Rocky Blue, l'altra protagonista della serie; per il suo provino, eseguì Leave Me Alone di Michael Jackson. A tutto ritmo fu presentato per la prima volta negli Stati Uniti il 7 novembre 2010 (in Italia il 27 maggio 2011) ed è stato visto da oltre 6,2 milioni di spettatori nel solo 2010. Nel 2011 Zendaya pubblicò Swag It Out, un singolo promozionale, composto da Bobby Brackins e prodotto da Glenn A. Foster. È apparsa anche nel trailer del libro From Bad To Cursed di Katie Alender.
Nello stesso anno, pubblicò Watch Me, in collaborazione con Bella Thorne, il 21 giugno: la canzone raggiunse l'86ª posizione della Billboard Hot 100 (classifica musicale degli Stati Uniti). La seconda stagione di A tutto ritmo fu annunciata il 16 marzo 2011 e debuttò il 18 settembre 2011. Il 5 giugno 2011, A tutto ritmo ha avuto un episodio crossover con la serie TV, sempre di Disney Channel, Buona fortuna Charlie. Zendaya ha condotto il programma di successo Make Your Mark: Ultimate Dance Off 2011.
Il suo primo ruolo in un film è stato nel film Disney per la televisione Nemici per la pelle. Il 29 febbraio 2012, fu pubblicato Something to Dance For come singolo promozionale per Live 2 Dance. Per la colonna sonora, Zendaya ha registrato altre tre canzoni: Made In Japan, Same Heart e Fashion Is My Kryptonite, pubblicato come singolo promozionale. Il 2 settembre 2012, ha firmato un contratto discografico con la Hollywood Records. A ottobre, Zendaya si è esibita al Teen Music Festival e all'evento di beneficenza dell'Operation Smile. Nel febbraio del 2013, Zendaya è stata annunciata come una delle celebrità che si sarebbero sfidate nella 16ª stagione di Dancing with the Stars (Ballando con le stelle). All'età di 16 anni, è stata la più giovane concorrente a partecipare allo spettacolo, prima che Willow Shields la succedesse all'età di 14 anni nella 20ª stagione: qui è stata appaiata con il ballerino professionista Valentin Chmerkovskiy. A maggio, la coppia arrivò al secondo posto dietro Kellie Pickler e Derek Hough.
Il suo omonimo album di debutto è stato pubblicato il 17 settembre 2013. È stato preceduto dalla hit Replay, pubblicata il 16 luglio 2013. La canzone è stata scritta da Tiffany Fred e Paul "Phamous" Shelton. Nel giugno del 2013, Zendaya ha concluso le riprese per il video musicale. Il 25 luglio, Disney Channel annuncia la cancellazione di Shake It Up dopo la fine della terza stagione.
A novembre del 2013, Zendaya è stata selezionata come ''Artista del mese'' da Elvis Duran ed ha eseguito dal vivo il suo singolo Replay al The Today Show.
Nel 2014, Zendaya è stata scelta per il ruolo di Zoey Stevens, protagonista del film Disney per la televisione Zapped - La nuova vita di Zoey, il cui "smart phone inizia a controllare in qualche modo tutti i ragazzi intorno a lei". Alla fine del 2013, Zendaya è stata scelta come protagonista per la nuova serie di Disney Channel chiamata Super Awesome Katy. In seguito il nome della serie è stato cambiato in K.C. Undercover (in Italia K.C. Agente Segreto) e il nome del personaggio di Zendaya in K.C. Cooper piuttosto che Katy Cooper. Nel 2017, Zendaya ha dichiarato di avere avuto una grande influenza sull'intitolazione del suo personaggio e della serie, decidendo anche diversi elementi chiave della personalità del personaggio; K.C. Undercover è stato presentato in anteprima su Disney Channel il 18 gennaio 2015 (in Italia il 24 aprile dello stesso anno) ed è stato rinnovato per una seconda stagione nel maggio 2015.
Nel febbraio 2015, Giuliana Rancic ha fatto una battuta su Zendaya, in riferimento ai suoi capelli dall'odore di "olio di patchouli" e "erba" all'87ª edizione degli Oscar. Zendaya su Instagram ha risposto all'osservazione, sottolineando che molte persone di successo hanno i ''dreads'', un'acconciatura che non ha nulla a che fare con le droghe. Grazie alle sue parole Zendaya ha avuto l’onore di ricevere una Barbie dalla Mattel, che ha replicato il suo look agli Oscar.
Alla fine del 2014, Zendaya ha concluso una joint venture tra Hollywood e Republic Records. Il 6 marzo 2015 Timbaland ha confermato di star lavorando con Zendaya al suo secondo album. Parlando dell'album, Zendaya ha detto su MTV News che la musica, è "una nuova ondata di R&B, è dove penso che dovrebbe andare, o dove dovrebbe essere diretta, è un'atmosfera molto vecchia scuola, ma è una versione new age". Nel Maggio del 2015, compare insieme ad altre Cantanti, anche nel video musicale di grande successo " Bad Blood " di Taylor Swift. Nel luglio del 2015, Zendaya ha pubblicato un’anteprima di una canzone prodotta da Timbaland su Instagram, in seguito la cantante ha presentato un frammento più lungo della canzone Close Up in una stazione radio a Dubai. L'8 novembre pubblica un altro video in cui fa il lip-sync di una canzone R&B, la quale avrebbe dovuto far parte del suo prossimo album. È stato pubblicato un video promozionale per la canzone da Hunger TV il 12 novembre 2015. Something New, in collaborazione con Chris Brown, è stata pubblicata il 5 febbraio tramite la Hollywood Records e la Republic Records, e la canzone segna anche la sua prima pubblicazione ufficiale da quando è passata alla Republic Records. Ad oggi, l'album non è stato pubblicato.
Nell'aprile 2016 viene distribuito il secondo visual-album della cantante Beyoncé, Lemonade, in cui Zendaya compare come personaggio ricorrente. Nel 2017 è stata invece protagonista del videoclip musicale del singolo Versace on the Floor del cantante Bruno Mars.
Nel 2016, Zendaya ha fatto l'esordio a livello cinematografico, prendendo parte al film Spider-Man: Homecoming distribuito a luglio 2017. In esso interpreta una studentessa di nome Michelle Jones (MJ). Il film ha incassato 117 milioni di dollari nel suo primo weekend, classificandosi al primo posto al botteghino. Zendaya è stata anche co-protagonista dell'acclamato musical The Greatest Showman, distribuito il 20 dicembre 2017, al fianco di Hugh Jackman e Zac Efron. Nel 2019 riprende il ruolo di Michelle Jones in Spider-Man: Far from Home, sequel di Homecoming.
A partire dal 2019, l'attrice recita nella serie di HBO Euphoria, per la quale veste i panni della protagonista Rue Bennett. La sua interpretazione le vale numerosi riconoscimenti, fra cui il suo primo Emmy nel 2020. Nello stesso anno prende parte alla trasposizione cinematografica del romanzo di fantascienza Dune, diretta da Denis Villeneuve, e figura tra i protagonisti di Malcolm & Marie con John David Washington, film diretto da Sam Levinson e girato durante la pandemia di COVID-19.
Nell'aprile 2021 ha ottenuta la voce di Lola Bunny nel film Space Jam: New Legends, diretto da Malcolm D. Lee, nel dicembre dello stesso anno ha recitato in Spider-Man: No Way Home interpretando nuovamente Michelle (M.J)
Nel 2024 torna a interpretare il ruolo di Chani in Dune - Parte due, sequel del kolossal del 2021.

## Vita privata
Dal 2021 ha una relazione con l'attore britannico Tom Holland, conosciuto sul set di Spider-Man: Homecoming.
A dicembre 2024, durante le vacanze natalizie con la famiglia dell'attrice, hanno ufficializzato il loro fidanzamento. 

## Filmografia

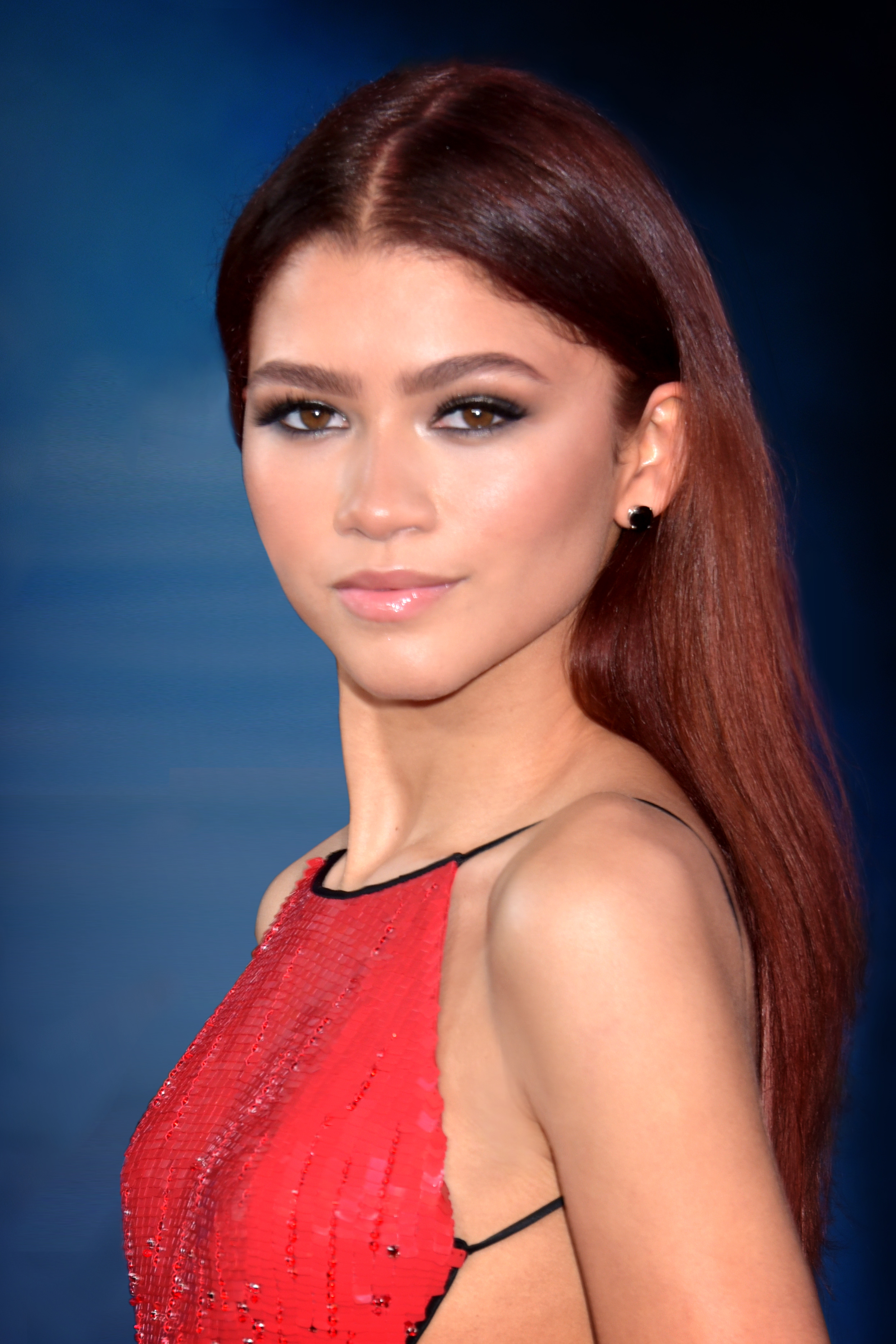
Zendaya alla premiere di Spider-Man: Far from Home nel 2019

### Attrice

#### Cinema
- Spider-Man: Homecoming, regia di Jon Watts (2017)
- The Greatest Showman, regia di Michael Gracey (2017)
- Spider-Man: Far from Home, regia di Jon Watts (2019)
- Malcolm & Marie, regia di Sam Levinson (2021)
- Dune, regia di Denis Villeneuve (2021)
- Spider-Man: No Way Home, regia di Jon Watts (2021)
- Dune - Parte due (Dune: Part Two), regia di Denis Villeneuve (2024)
- Challengers, regia di Luca Guadagnino (2024)

#### Televisione
- A tutto ritmo (Shake It Up) – serie TV, 75 episodi (2010-2014)
- Buona fortuna Charlie (Good Luck Charlie) – serie TV, episodio 2x13 (2011)
- A.N.T. Farm - Accademia Nuovi Talenti (A.N.T. Farm) – serie TV, episodio 2x01 (2012)
- Nemici per la pelle (Frenemies), regia di Daisy von Scherler Mayer – film TV (2012)
- Zapped - La nuova vita di Zoey (Zapped), regia di Peter DeLuise – film TV (2014)
- K.C. Agente Segreto (K.C. Undercover) – serie TV, 78 episodi (2015-2018)
- Black-ish – serie TV, episodio 2x04 (2015)
- The OA – serie TV, 3 episodi (2019)
- Euphoria – serie TV, 18 episodi (2019-in corso)

#### Videoclip
- Bad Blood di Taylor Swift e Kendrick Lamar (2015)
- All Night di Beyoncé (2016)
- Versace on the Floor di Bruno Mars (2017)

### Doppiatrice
- Disney Fairies: I giochi della Radura Incantata (Pixie Hollow Games), regia di Bradley Raymond (2011)
- Supercuccioli - I veri supereroi (Super Buddies), regia di Robert Vince (2013)
- Peng e i due anatroccoli, regia di Chris Jenkins (2018)
- Smallfoot - Il mio amico delle nevi (Smallfoot), regia di Karey Kirkpatrick e Dženndi Tartakovskij (2018)
- Space Jam: New Legends (Space Jam: A New Legacy), regia di Malcolm D. Lee (2021)
- Shrek 5 (Shrek 5), regia di Walt Dohrn, Conrad Vernon e Brad Ableson (2026)

### Produttrice

#### Cinema
- Malcolm & Marie, regia di Sam Levinson (2021)
- Challengers, regia di Luca Guadagnino (2024)

#### Televisione
- K.C. Agente Segreto (K.C. Undercover) – serie TV (2015-2018)
- Euphoria – serie TV, 18 episodi (2019-2022)

## Discografia

### Album in studio
- 2013 – Zendaya

## Tournée
- 2012/2013 – Swag It Out Tour

Artista d'apertura
- 2014 – Summer Tour di Bridgit Mendler

## Riconoscimenti
- Golden Globe
  - 2023 – Miglior attrice in una serie drammatica per Euphoria
  - 2025 – Candidatura come migliore attrice in un film commedia o musicale per Challengers
  - 2025 – Candidatura come miglior film commedia o musicale per Challengers
- Premio Emmy
  - 2020 – Miglior attrice in una serie drammatica per Euphoria[53]
  - 2022 – Miglior attrice in una serie drammatica per Euphoria
  - 2022 – Candidatura per la miglior serie drammatica per Euphoria
  - 2022 – Candidatura per la migliore canzone per Elliott’s Song
  - 2022 – Candidatura per la migliore canzone per I’m Tired
- Critics' Choice Awards
  - 2021 – Candidatura alla miglior attrice per Malcolm & Marie[54]
  - 2020 – Candidatura come miglior attrice in una serie drammatica per Euphoria
  - 2023 – Miglior attrice in una serie drammatica per Euphoria
- Bet Awards
  - 2014 – Candidatura allo Young Star[55]
  - 2015 – Candidatura allo Young Star[56]
- Kids' Choice Awards
  - 2016 – Miglior attrice televisiva per K.C. Agente Segreto[57]
  - 2017 – Miglior attrice televisiva per K.C. Agente Segreto[58]
  - 2018 ‒ Candidatura alla miglior attrice televisiva per K.C. Agente Segreto[59]
  - 2018 ‒ Miglior attrice cinematografica per Spiderman: Homecoming, The Greatest Showman[59]
  - 2022 – Migliore attrice cinematografica per Spiderman: No Way Home, Dune[60]
- NAACP Image Award
  - 2012 – Candidatura alla miglior rivelazione in un programma per ragazzi/bambini (serie o speciale) per A tutto ritmo[61]
  - 2014 – Candidatura alla miglior rivelazione in un programma per ragazzi/bambini (serie o speciale) per A tutto ritmo
  - 2022 – Candidatura alla miglior attrice protagonista in un film per Malcolm & Marie
  - 2023 – Candidatura alla miglior attrice in una serie drammatica per Euphoria
  - 2023 – Candidatura all'Entertainer of the Year
- Radio Disney Music Awards
  - 2013 – Candidatura al miglior video musicale per Fashion Is My Kryptonite
  - 2014 – Candidatura allo Young Breakout Artist[62]
  - 2014 – Best Style[62]
  - 2015 – Candidatura al Best Style[63]
  - 2016 – Candidatura al Best Style[64]
- Teen Choice Awards
  - 2014 – Candidatura al Choice Music: Breakout Artist[65]
  - 2014 – Candie's Style Icon[65]
  - 2015 – Candidatura al Choice TV: Attrice in una sitcom per K.C. Agente Segreto[66]
  - 2016 – Candidatura al Choice Music: R&B/Hip-Hop Song per Something New[67]
  - 2016 – Choice Style: Female[67]
  - 2017 – Candidatura al Choice TV: Attrice in una sitcom per K.C. Agente Segreto[68]
  - 2017 – Choice Summer Movie Actress per Spider-Man: Homecoming[68]
  - 2018 – Miglior attrice in un film drammatico per The Greatest Showman
  - 2018 – Choice Movie Ship per The Greatest Showman (con Zac Efron)[69]
- Young Artist Award
  - 2011 – Candidatura all'Outstanding Young Ensemble in a TV Series per A tutto ritmo[70]
  - 2012 ‒ Candidatura alla Best Performance in a TV Series – Leading Young Actress per A tutto ritmo[71]
  - 2012 ‒ Candidatura all'Outstanding Young Ensemble in a TV Series per A tutto ritmo[71]
  - 2013 ‒ Candidatura alla Best Performance in a TV Movie, MiniSeries, Special or Pilot – Leading Young Actress per Nemici per la pelle[72]
- Screen Actors Guild Award
  - 2023 - Candidatura come miglior attrice in una serie drammatica per Euphoria
- Satellite Awards
  - 2020 – Miglior attrice in un dramma televisivo per Euphoria[73]

## Doppiatrici italiane
Nelle versioni in italiano delle opere in cui ha recitato, Zendaya è stata doppiata da:
- Emanuela Ionica in Spider-Man: Homecoming, Spider-Man: Far from Home, Euphoria, Malcolm & Marie, Dune, Spider-Man: No Way Home, Dune - Parte due, Challengers
- Lucrezia Marricchi in A tutto ritmo (st. 2-3), A.N.T. Farm - Accademia Nuovi Talenti, Zapped - La nuova vita di Zoey, Black-ish, K.C. Agente Segreto
- Lilian Caputo in Buona fortuna Charlie, A tutto ritmo (st. 1)
- Deborah Morese in Nemici per la pelle[74]
- Virginia Brunetti in The OA
- Rossa Caputo in The Greatest Showman

Da doppiatrice è sostituita da:
- Veronica Puccio in Peng e i due anatroccoli
- Lodovica Comello in Smallfoot - Il mio amico delle nevi
- Deborah Ciccorelli in Space Jam: New Legends